# نانسي كيريغان
نانسي كاريجان (بالإنجليزية: Nancy Kerrigan) هي متزلجة أمريكية حائزة على ميداليتين أولمبيتين في التزلج على الجليد. ولدت في ستونهام بولاية ماساتشوستس في 13 أكتوبر 1969.
في 6 يناير 1994 استخدم هاجمها شخص بهراوة شرطة على ركبتها؛ وقد تم تعيين المهاجم من قبل الزوج السابق لمنافستها تونيا هاردينغ. أدى الهجوم إلى إصابة كيريغان، لكنها تعافت بعد فترة. شاركت المتنافستان في دورة الألعاب الأولمبية الشتوية 1994، ولكن بعد الألعاب تم حظر تونيا هاردينغ بشكل دائم من التزلج الفني التنافسي. في الألعاب الأولمبية، فازت نانسي كيريغان بالميدالية الفضية في مواجهة مثيرة للجدل مع الفائزة بالميدالية الذهبية أوكسانا بايول.

## روابط خارجية
- نانسي كيريغان على موقع اللجنة الأولمبية الدولية (الإنجليزية)
- نانسي كيريغان على موقع أوليمبيديا (الإنجليزية)
- نانسي كيريغان على موقع IMDb (الإنجليزية)
- نانسي كيريغان على موقع الموسوعة البريطانية (الإنجليزية)
- نانسي كيريغان على موقع ميوزك برينز (الإنجليزية)
- نانسي كيريغان على موقع إن إن دي بي (الإنجليزية)
- نانسي كيريغان على موقع قاعدة بيانات الفيلم (الإنجليزية)